# Karl Heinz Hoffman
Karl Heinz Hoffman. Nacido el 10 de agosto de 1913 en Dusseldorf, Alemania. Abogado y SS Sturmbannführer (Mayor) de las SS nazis, redactor del infame orden o decreto "Nacht und Nebel" (Noche y Niebla) que daba un viso legal a la desaparición forzada de personas en la Segunda Guerra Mundial y que fue ejercida por la Oficina Central de Seguridad del Reich en la Alemania Nazi y todos los territorios ocupados.
Hoffman ingresó al Partido Nazi con el número de ficha 3.601.609, y a las SS con el número 265.780, siguiendo el Curso de entrenamiento de oficiales SS-Junkerschule en Bad Tölz, donde se graduó el año 1936. En 1938, se incorpora a la Ordnungspolizei(Orpo o Policía del Orden). Fue Consejero político de la Gestapo en Dusseldorf, Alemania. Posteriormente jefe de la SIPO en Holanda y después jefe adjunto de la Gestapo en Dinamarca, entre el 15 de septiembre de 1943 y el 5 de mayo de 1945, con sede en Copenhague.

## Promociones en la SS
- 20 de abril de 1937 SS - Untersturmführer Subteniente).
- 9 de noviembre de 1938 - SS Obersturmführer (Teniente).
- 20 de abril de 1939 - SS Sturmbannführer (Mayor).

## El fin
Después de la guerra, fue capturado y llevado a juicio por crímenes contra la humanidad en la Corte de la Ciudad de Copenhague siendo sentenciado a muerte. El 19 de enero de 1950, la Corte Suprema de Dinamarca cambia el veredicto a una sentencia de 20 años de prisión. 
Fue liberado de la cárcel el 9 de julio de 1952 y expulsado de Dinamarca hacia Alemania de inmediato. Falleció en Alemania en 1975.
- Datos: Q5958270